# 인천남동우체국
인천남동우체국(仁川南洞郵遞局)은 과학기술정보통신부 우정사업본부 경인지방우정청 소속의 우체국이다. 인천광역시 남동구 논현로46번길 7에 있다.

## 연혁
- 2015년 7월 24일: 인천남동우체국 개국, 우편구역을 다음과 같이 고시[1]

| 배달국         | 배달구역      | 구역번호      |
| -------------- | ------------- | ------------- |
| 인천남동우체국 | 남동구 전지역 | 21500 ~ 21899 |

- 2017년 1월 2일: 인천서창동우체국 신설 개국[2]

## 관할 우체국
| 우체국명                 | 사진 | 주소                                          | 비고                                  |
| ------------------------ | ---- | --------------------------------------------- | ------------------------------------- |
| 인천간석동우체국         |      | 인천광역시 남동구 용천로 145(간석동)          |                                       |
| 인천구월동우체국         |      | 인천광역시 남동구 인주대로 554(구월동)        |                                       |
| 인천구월아파트우편취급국 |      | 인천 남동구 호구포로 775(구월동)              |                                       |
| 인천남동공단우체국       |      | 인천광역시 남동구 남동대로239번길 86(논현동)  | 남동산단 우체국 남동인더스파크 우체국 |
| 인천남촌동우편취급국     |      | 인천광역시 남동구 남촌로 120(남촌동)          |                                       |
| 인천논현동우체국         |      | 인천광역시 남동구 남동대로370번길 137(논현동) |                                       |
| 인천만수1동우체국        |      | 인천광역시 남동구 인주대로 907(만수동)        |                                       |
| 인천만수6동우체국        |      | 인천광역시 남동구 장승남로 43(만수동)         |                                       |
| 인천만수단지우체국       |      | 인천광역시 남동구 만수로50번길 31(만수동)     |                                       |
| 인천서창동우체국         |      | 인천광역시 남동구 서창방산로 67 (서창동)      | 2017년 1월 2일 신설                   |
| 인천한화지구우체국       |      | 인천광역시 남동구 에코중앙로 178(논현동)      | 2009년 12월 7일 신설                  |
| 인천효성상아우편취급국   |      | 인천광역시 남동구 구월로 319(만수동)          |                                       |

## 사진

#### 인천남동우체국

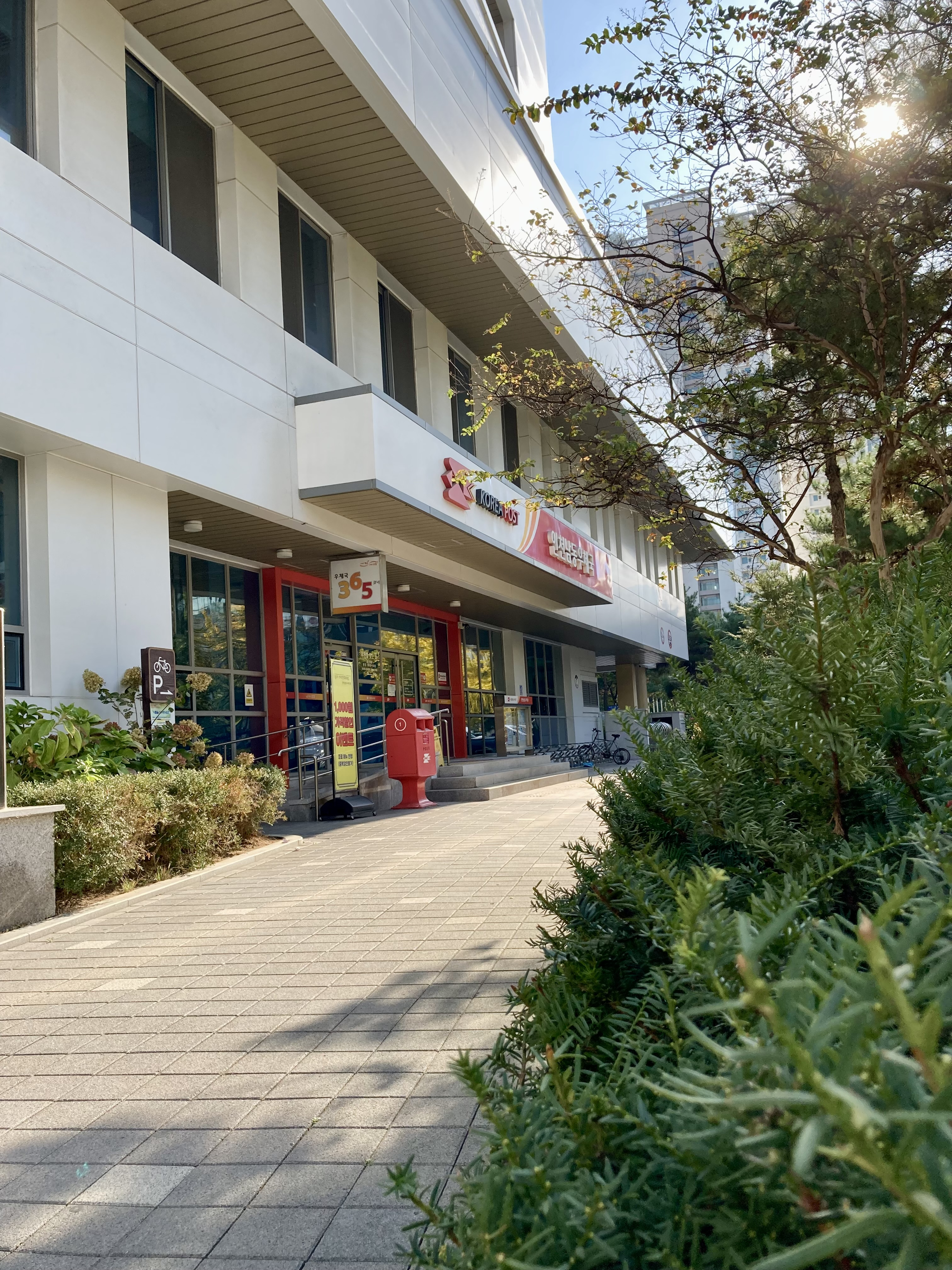
인천남동우체국
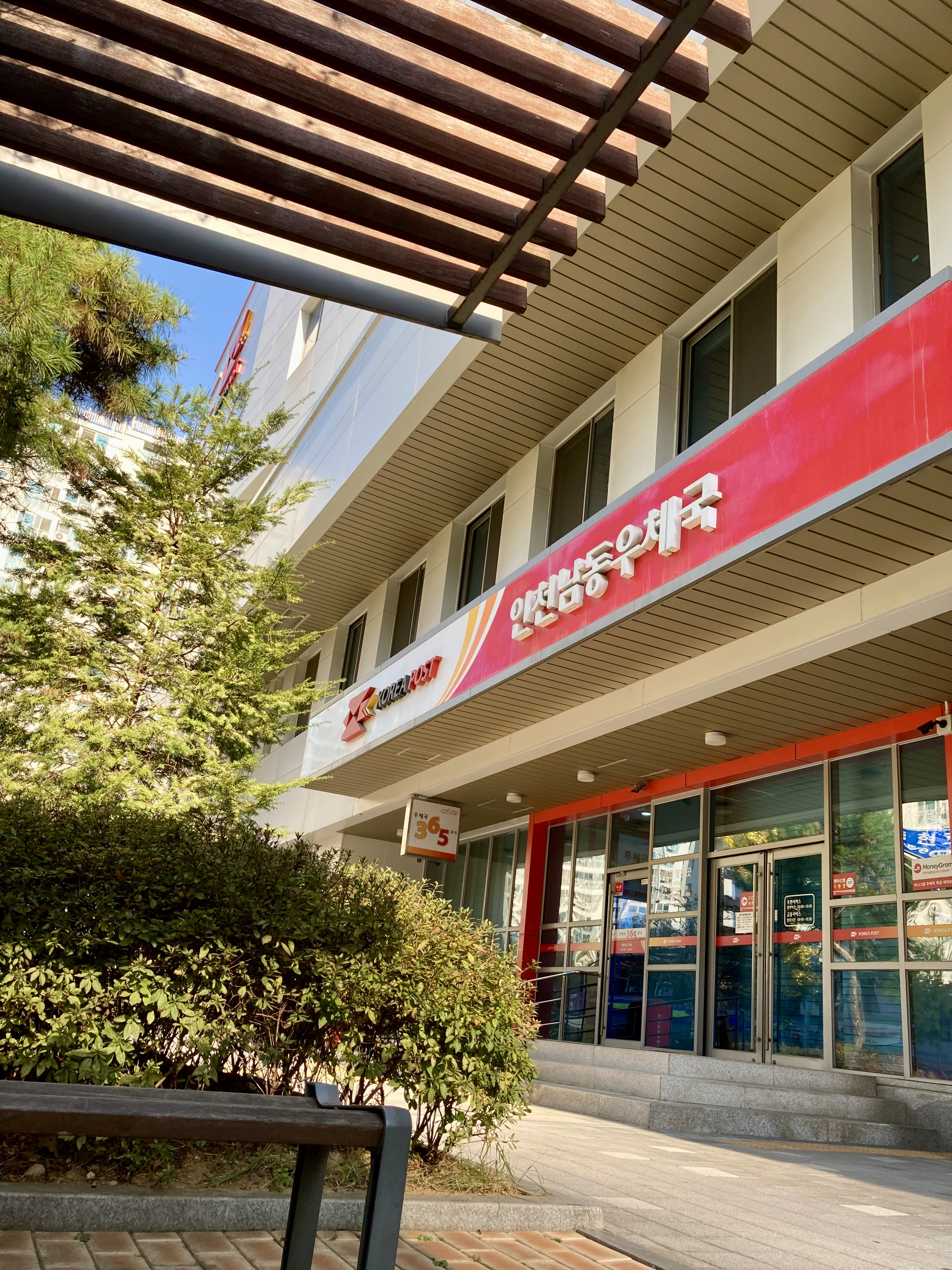
인천남동우체국 전경
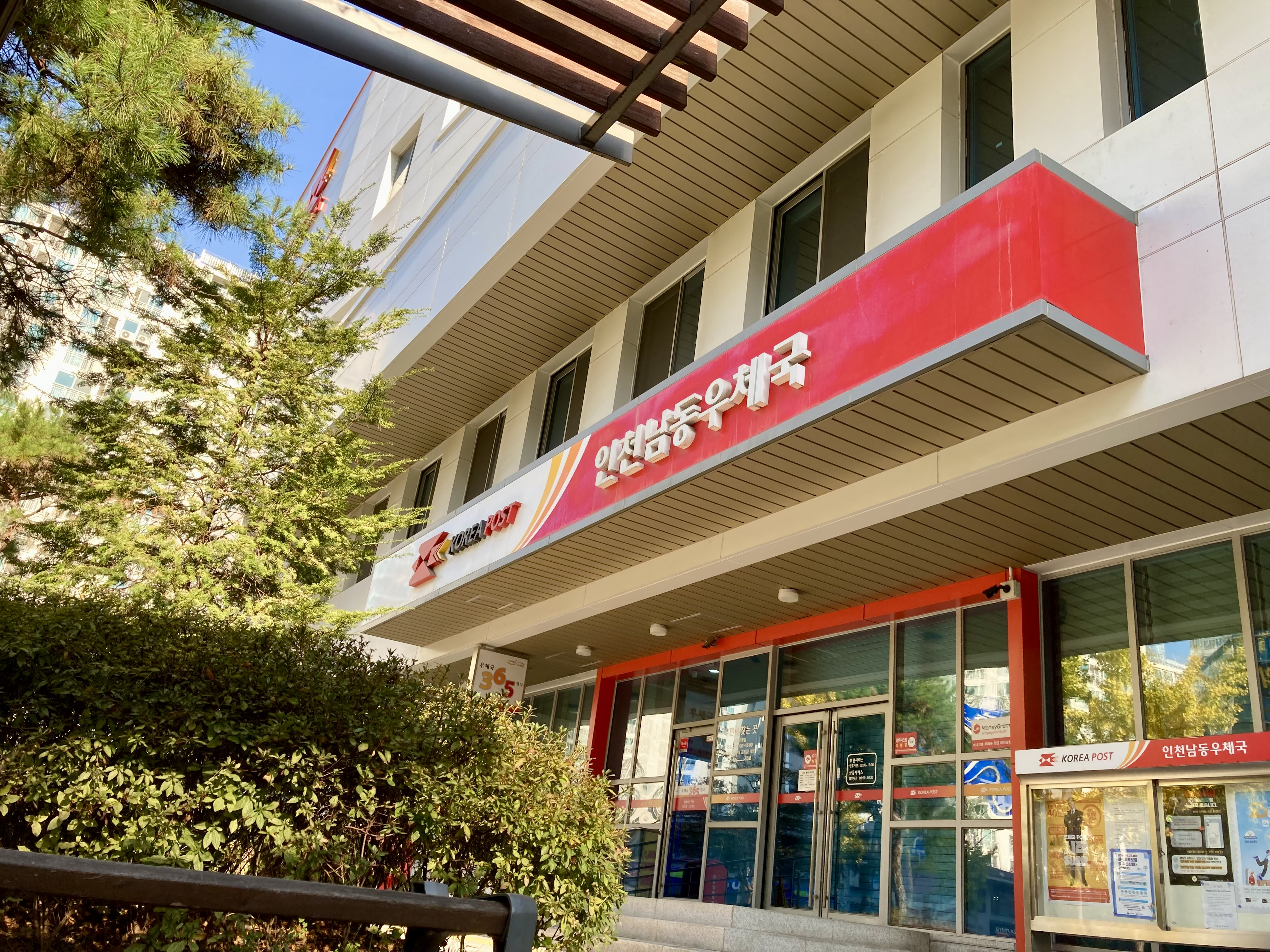
인천남동우체국 가을풍경
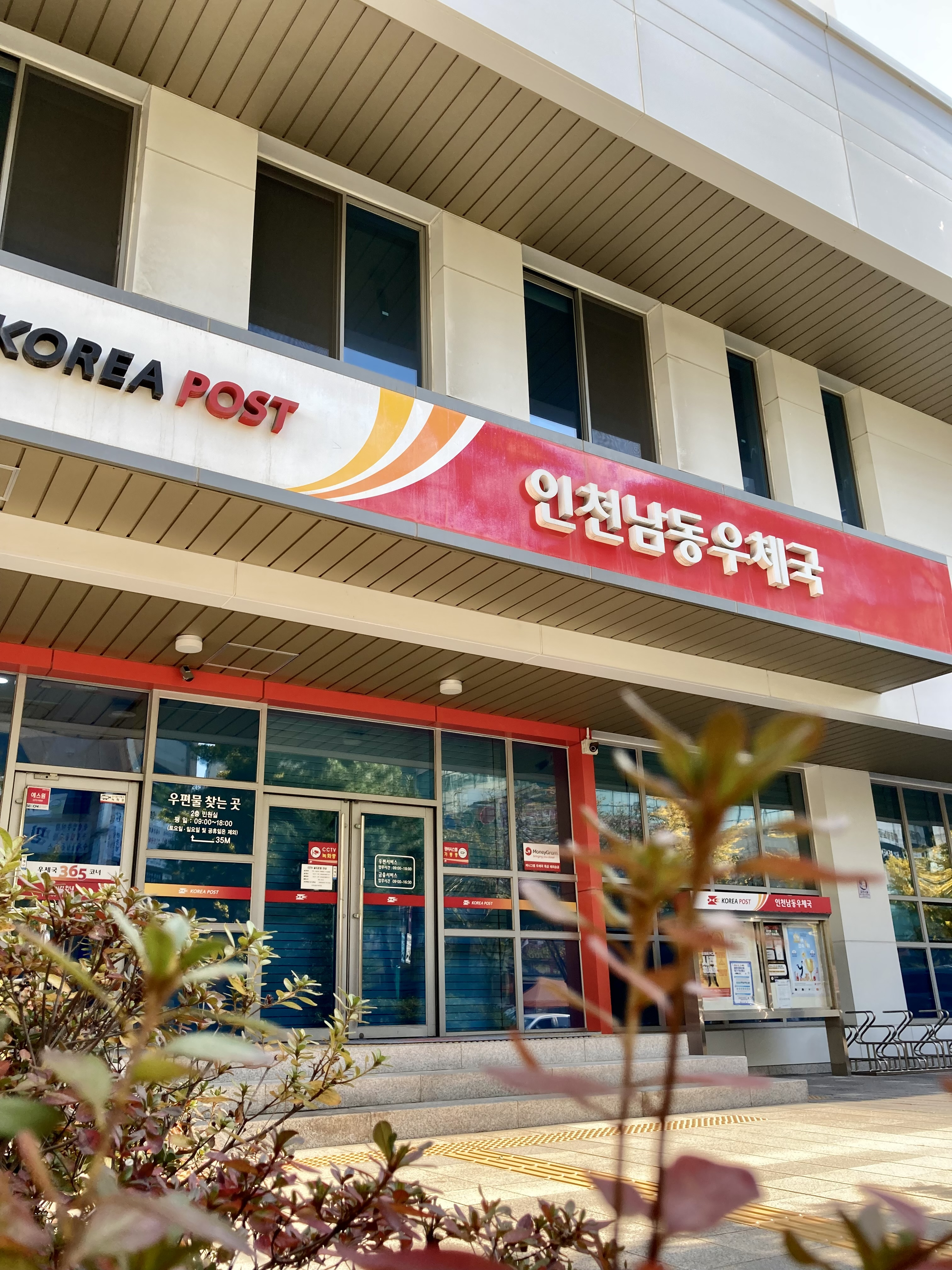
인천남동우체국 가을
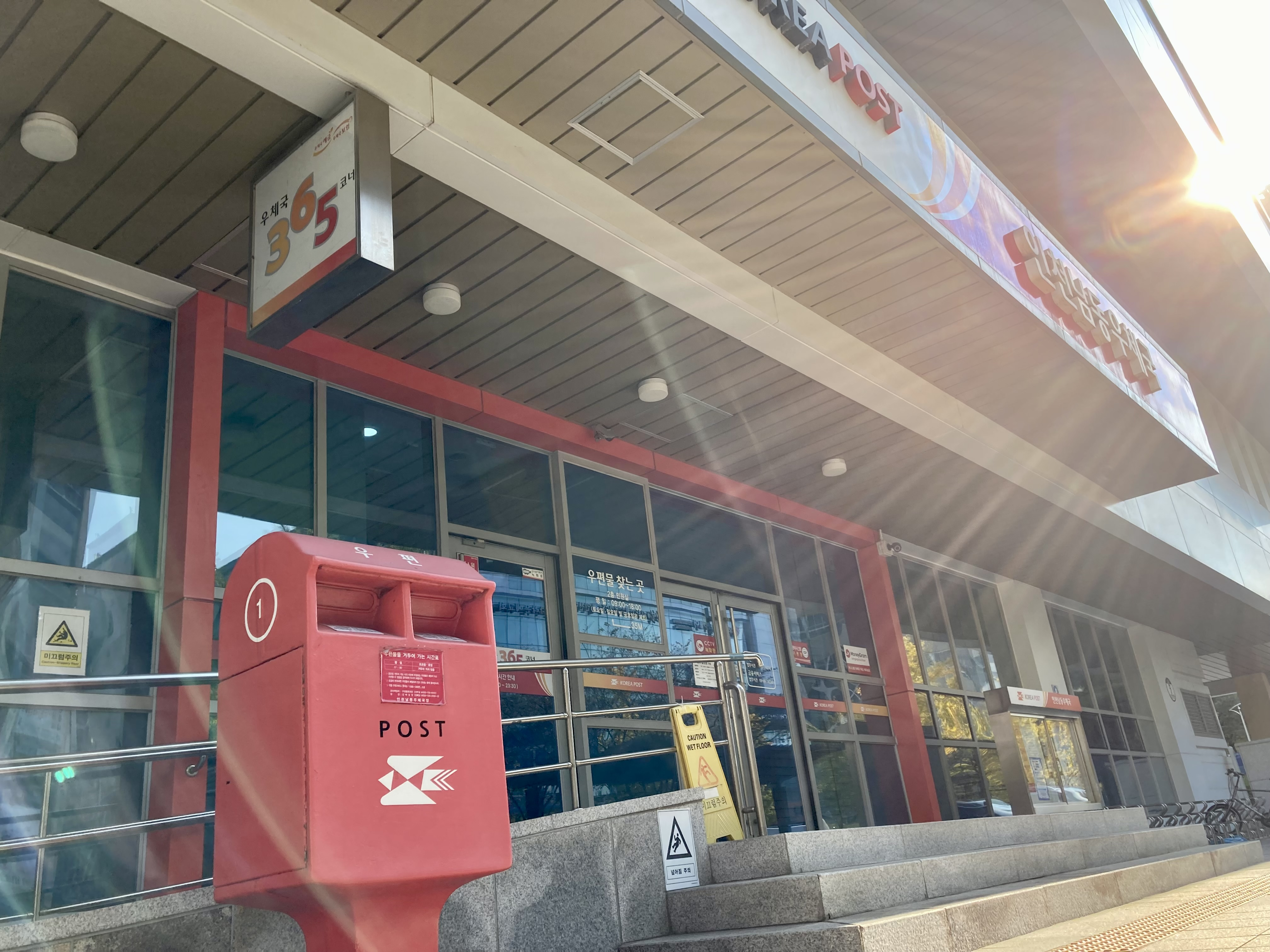
인천남동우체국 우체통(오후)
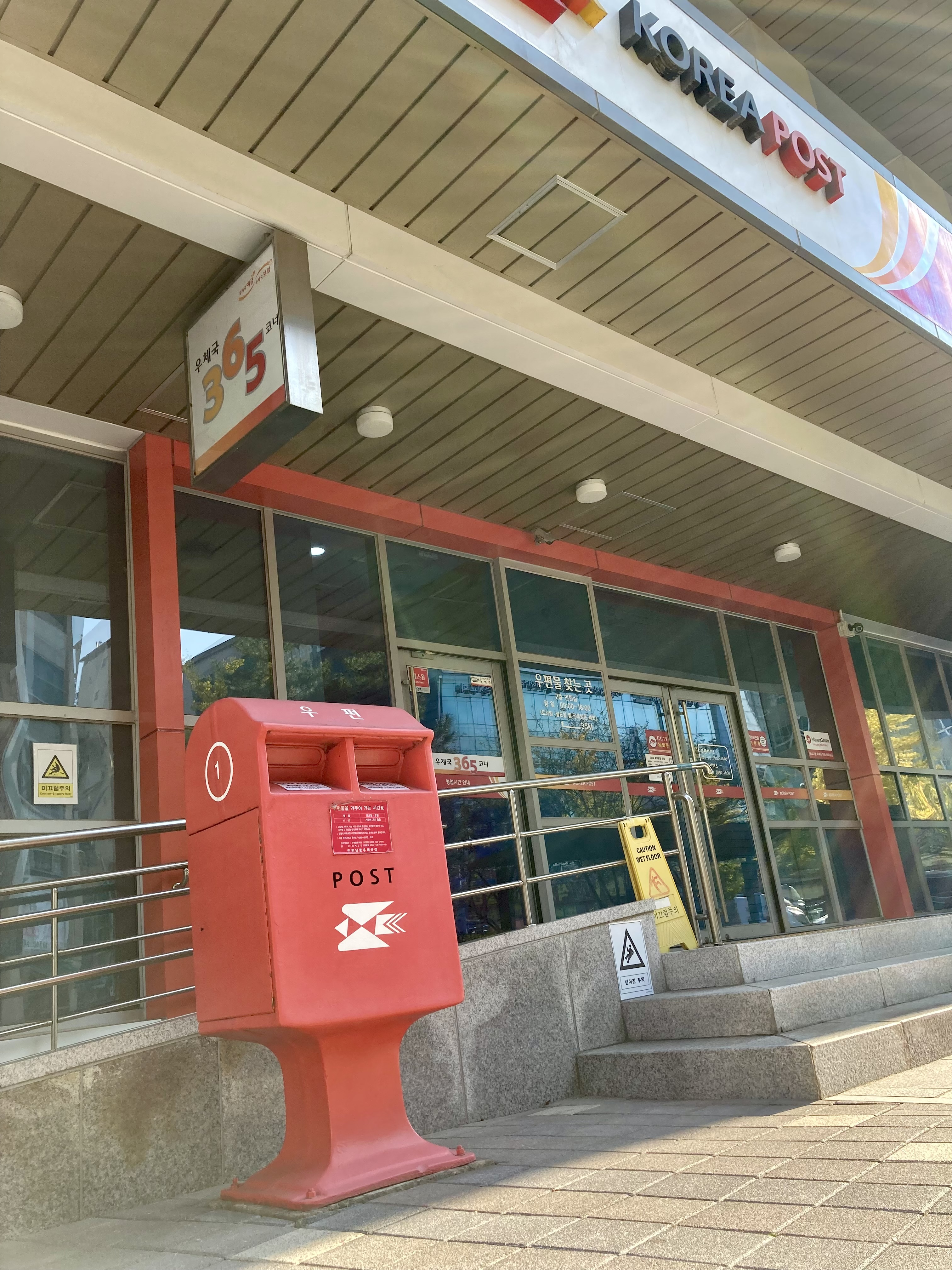
인천남동우체국 우체통
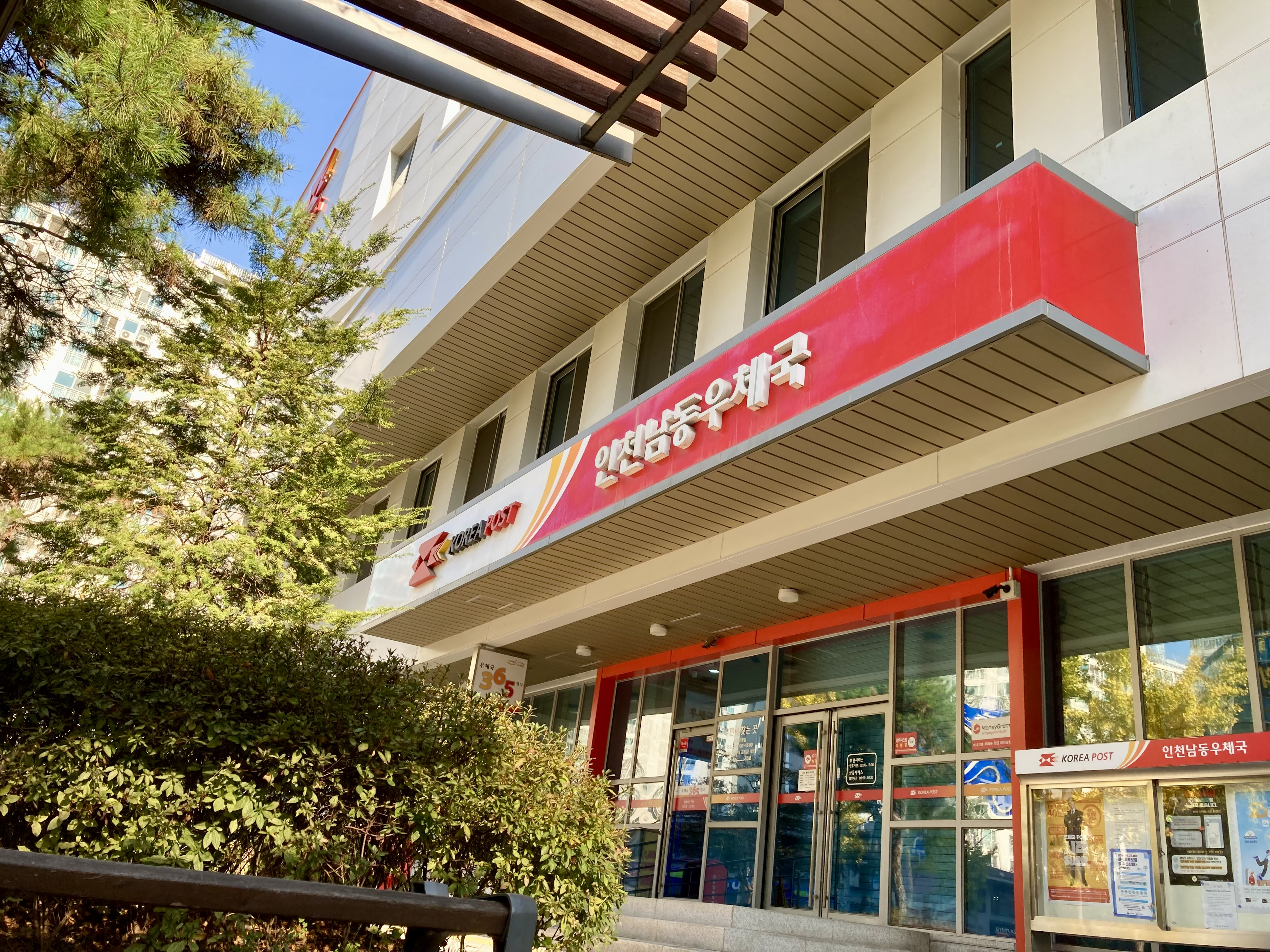
인천남동우체국 입구